# Liste der Kulturgüter in Dulliken
Die Liste der Kulturgüter in Dulliken enthält alle Objekte in der Gemeinde Dulliken im Kanton Solothurn, die gemäss der Haager Konvention zum Schutz von Kulturgut bei bewaffneten Konflikten, dem Bundesgesetz vom 20. Juni 2014 über den Schutz der Kulturgüter bei bewaffneten Konflikten sowie der Verordnung vom 29. Oktober 2014 über den Schutz der Kulturgüter bei bewaffneten Konflikten unter Schutz stehen.
Objekte der Kategorie A sind im Gemeindegebiet nicht ausgewiesen, Objekte der Kategorie B sind vollständig in der Liste enthalten, Objekte der Kategorie C fehlen zurzeit (Stand: 1. Januar 2023).

## Kulturgüter
| Foto |                                                                     | Objekt                                   | Kat. | Typ | Standort                                               | Beschreibung |
| ---- | ------------------------------------------------------------------- | ---------------------------------------- | ---- | --- | ------------------------------------------------------ | ------------ |
| BW   | Datei hochladen · Wikidata zu Wohnhaus Säliloch (Q29880719)         | Wohnhaus Säliloch KGS-Nr.: 13472         | B    | G   | Säliloch 9 637811 / 244293                             |              |
| ja   | Datei hochladen · Wikidata zu Ehemalige Schuhfabrik Hug (Q29880717) | Ehemalige Schuhfabrik Hug KGS-Nr.: 13952 | B    | G   | (Industriestrasse 53) / Hugi-Strasse 1 638297 / 245040 |              |
| BW   | Datei hochladen · Wikidata zu Speicher (Q29880718)                  | Speicher KGS-Nr.: 13953                  | B    | G   | Rütti (73a) 637955 / 243594                            |              |
| BW   | Datei hochladen · Wikidata zu Franziskushaus (Kloster) (Q116773095) | Franziskushaus (Kloster) KGS-Nr.: 16736  | B    | G   | Junkernbrunnenweg 25 637778 / 244401                   |              |